# 三部敬
三部 けい（さんべ けい　3月5日 - ）は、日本の男性漫画家。北海道苫小牧市出身、千葉県在住。三部敬、瓦敬助（かわら けいすけ）の名義でも執筆。妻はイラストレーターの兼処敬士（かねさだ けいし）。

## 略歴
ゲーム雑誌『電撃アドベンチャーズ』にてデビュー。代表作は、三部敬名義による『カミヤドリ』や瓦敬助名義による『菜々子さん的な日常』シリーズなど。かつて荒木飛呂彦のチーフアシスタントを務めた縁から、『テスタロト』『カミヤドリ』および『僕だけがいない街』の単行本の帯に荒木からの推薦文が寄せられた。
『僕だけがいない街』が累計400万部突破のヒットとなり、2016年にはアニメ化、実写化もされた。

## 受賞歴
- 1990年、第40回手塚賞佳作（三部敬「鳥の視点」）、第41回手塚賞準入選（三部敬「渚の記憶」）。
- 1995年、アフタヌーン四季賞春のコンテスト準入選（「アマテラス!」）。

## 作品リスト
- ブラックロッド（原作：古橋秀之、『電撃アドベンチャーズ』vol.14 - 19）
- ほたる
- 菜々子さん的な日常（全2巻、名義：瓦敬助）
  - 菜々子さん的な日常RE（全1巻、名義：瓦敬助）
  - 菜々子さん的な日常DASH!!（全3巻、名義：瓦敬助）
  - 菜々子さん的な日常REVIVAL（全4巻、名義：瓦敬助）
- テスタロト（『コミックドラゴン』2000年8月号 - 2002年11月号）
- カミヤドリ（名義：三部けい、『少年エース』2003年9月号 - 2006年3月号）
  - 神宿りのナギ（名義：三部けい、『エースアサルト』2007WINTER号 - 2009SPRING号、『少年エース』2009年10月号 - 2010年11月号）
- パズル（原作：山田悠介、『少年エース』 2007年3月号 - 2007年10月号）
- トガビト（『ヤングガンガン』 2007年No.02掲載）
- 鬼燈の島-ホオズキノシマ-（『ヤングガンガン』 2008年No.01 - 2009年No.14）
- 魍魎の揺りかご（名義：三部けい、『ヤングガンガン』、2010年No.09 - 2012年No.17）
- DARK RABBIT（名義：三部けい、『月刊ビッグガンガン』、2011年Vol.01）
- 僕だけがいない街（名義：三部けい、『ヤングエース』、2012年7月号 - 2016年4月号）
  - 僕だけがいない街 Re（名義：三部けい、『ヤングエース』、2016年7月号 - 12月号）
- STEAL AND DEAD（名義：三部けい、『月刊ビッグガンガン』、2013年Vol.10 - 2014年Vol.10[5]）
- 非日常的なネパール滞在記（名義：三部けい、『月刊ビッグガンガン』、2015年Vol.08 - 2018年Vol.08）
- 夢で見たあの子のために（名義：三部けい、『ヤングエース』、2017年8月号[6] - 2022年8月号[7]、全11巻）
- 水溜まりに浮かぶ島（名義：三部けい、『イブニング』、2019年24号 - 2021年20号、全5巻）
- 13回目の足跡（名義：三部けい、『コミックNewtype』、2023年3月17日[8] - 連載中、既刊5巻）
- お伽の匣のレト（名義：三部けい、助言・協力：一般社団法人 阿寒アイヌコンサルン、『月刊ビッグガンガン』、2023年Vol.04[9] - 2025年Vol.03[10]、既刊4巻） - 第一部完、休載[10]

## アンソロジー
- ヴァンパイアハンター（新声社）ゲーメスト編、16p

## イラスト
- 黒蜥蜴（著：江戸川乱歩）創元推理文庫60周年フェア 期間限定カバー（東京創元社）[11]

## 画集
- 九十九織

## 師匠
- 荒木飛呂彦